# 阿尔图尔·古利耶夫
阿尔图尔·古利耶夫（1997年8月5日—），乌兹别克斯坦男子皮划艇运动员，2018年亚洲运动会男子双人划艇200米银牌得主、2019年世界皮划艇竞速锦标赛男子双人划艇200米铜牌得主、2023年世界皮划艇竞速锦标赛男子单人划艇200米金牌得主。